# Île des Pingouins
Die Île des Pingouins (deutsch „Pinguin-Insel“) ist die viertgrößte und entlegenste Insel im Archipel der Crozetinseln im südlichen Indischen Ozean. Sie gehört zum französischen Überseeterritorium „Terres australes et antarctiques françaises“.

## Geographie
Die Île des Pingouins liegt in der westlichen Gruppe des Archipels, etwa 30 km südlich der Île aux Cochons, von der sie durch den Chenal du Sud getrennt ist. Von der Île de la Possession, der größten Insel des Archipels, ist sie etwa 100 km entfernt. Die Insel ist etwa 4 km lang, bis zu 2 km breit und weist dabei eine Fläche von etwa 4 km² auf. Sie erreicht im Mont des Manchots eine Höhe von 340 m über dem Meer. Der Insel vorgelagert sind die kleinen Felseilande Rocher de l'Arche im Nordwesten sowie Île Riou im Süden.

## Geschichte
Die Insel wurde am 24. Januar 1772 von Marc-Joseph Marion du Fresne entdeckt und ursprünglich Île Inaccessible (dt. unzugängliche Insel) getauft. Wegen der dort zahlreich vorkommenden Pinguine erhielt sie später ihren heutigen Namen. Die Insel wurde in der Vergangenheit von Wal- und Robbenfängern aufgesucht, sie ist heute jedoch unbewohnt.

## Vogelwelt
Die Insel wird von BirdLife International als Important Bird Area (TF005) ausgewiesen. Sie besitzt eine außergewöhnlich hohe Dichte an Meeresvögeln, von denen mindestens 29 Arten hier brüten. Darunter sind die auf der Roten Liste gefährdeter Arten als stark gefährdet (EN) eingestuften Graukopf-, Dunkel- und Indischen Gelbnasenalbatrosse sowie der als gefährdet (VU) betrachtete Salvin-Albatros. Der ebenfalls gefährdete Goldschopfpinguin war 1984 mit einer Million Brutpaaren vertreten. Verbreitet ist auch der Lummensturmvogel.